# Caryocolum fraternella
Caryocolum fraternella — вид лускокрилих комах з родини виїмчастокрилі молі (Gelechiidae).

## Поширення
Вид поширений у Європі. Зафіксований в Ірландії, Великій Британії, Фенносканді, Данії, Німеччині, Нідерландах, Франції, Швейцарії, Іспанії, Латвії, Естонії та Україні.

## Опис
Розмах крил 10-13 мм. Голова червонувато-рудувата. Кінцевий суглоб пальпи дорівнює довжині другого. Передні крила червонувато-бурі, злегка вкриті білуватими вкрапленнями, краї чорнуваті; чорні базальні та суббазальні плями в середніх стигматах чорні, дві передні зливаються з темною чорною косою смугою від кости, другий диск з'єднаний з чорнуватою торнальною плямою; біла розривна пляма, наступна за нею, і ще одна на кості трохи далі. Задні крила сірі.
Личинка тьмяно-зеленувато-бура, сегментарні вирізи блідіші; точки чорного кольору; голова і пластина чорні.

## Спосіб життя
Дорослі особини розлітаються з липня по серпень. Личинки живляться зірочнику і роговику джерельному. Вони харчуються кінцевими пагонами рослини-господаря.